# Деление кентум-сатем
Делението кентум-сатем означава развитието на три реда съгласни звукове от индоевропейския праезик, /*kʷ/ (устнено-заднонебен), /*k/ (заднонебен) и /*ḱ/ (небно-заднонебен). Името произлиза от думите за „сто“ в езици от двете групи (лат. кентум и авест. сатем).
- Сатем езиците включват индоиранските, балтийските, славянските езици, албанския и арменския език и вероятно някои недокументирани мъртви езици; тракийски и дакийски език. Характерно за тях е, че устнено-заднонебните съгласни на индоевропейския праезик са преминали, както изглежда, в заднонебни, а небно-заднонебните — в шумови (докато заднонебните съгласни на този праезик са останали очевидно непроменени). Макар че албанският език се смята за сатем език, може да се предположи, че в праалбанския простите заднонебни и устнено-заднонебни звукове не са напълно уеднаквени.
- Кентум езиците са онези, при които това явление не се наблюдава. Те включват италийските, келтските, германските езици и гръцкия език, а вероятно и илирийските езици). При тях задноезичните и небно-заднонебните звукове на индоевропейския праезик се сливат. При тохарските езици и трите реда се сливат.

Съгласните в анатолийските езици може би не са се изменили, но няма сигурни данни за това.

## Причина
През 19 век се смята, че делението кентум-сатем се дължи на диалектно деление в индоевропейския праезик, най-вече по географски признак (западни – източни).
Непълната сатемизация в балтийските езици и, в по-малка степен в славянските езици, се е смятала за проникване на сатемската промяна на запад или като следствие от заемки между протобалтийци и протогерманци. Примери за непълна сатемизация има в литовския език.
- ungurys „змиорка“ < *angʷi-,
- dygus „остър“ < *dʰeigʷ-,

Известни случаи на непълна сатемизация има и в индоиранските езици, например в санскрит
- гуру „тежък“ < *gʷer-,
- кулам „стадо“ < *kʷel,
- куру „прави“ < *kʷer-, но тази дума се появява в текстове, по-късни от Ригведата.

Откриването на текстове на тохарски език в началото на 20 век води към алтернативното съждение, разглеждащо сатемизацията като езиково новъведение, което се разпространява радиално от средоточието към периферията, но не е достигнало до нея (на запад — (германци, гърци, келти, италийци) и на изток — (тохари)).